# Microtea
Microtea, biljni rod smješten u vlastitu porodicu Microteaceae, dio reda klinčićolike. Pripda joj jedanaest priznatih vrsta u tropskim predjelima Srednje i Južne Amerike

## Vrste
1. Microtea bahiensis Marchior. & J.C.Siqueira
2. Microtea celosioides (Spreng.) Moq. ex Sennikov & Sukhor.
3. Microtea debilis Sw.
4. Microtea glochidiata Moq.
5. Microtea longibracteata H.Walter
6. Microtea maypurensis (Kunth) G.Don
7. Microtea papillosa Marchior. & J.C.Siqueira
8. Microtea portoricensis Urb.
9. Microtea scabrida Urb.
10. Microtea sulcicaulis Chodat
11. Microtea tenuifolia Moq.

## Sinonimi
- Ancistrocarpus Kunth
- Ceratococca Willd. ex Schult.
- Potamophila Schrank
- Schollera Rohr